# 別魯圖夫
別魯圖夫（Bierutów）是波蘭的城鎮，位於該國西南部，距離首府弗罗茨瓦夫35公里，由下西里西亞省管轄，面積8.36平方公里，海拔高度148米，2006年人口5,066。

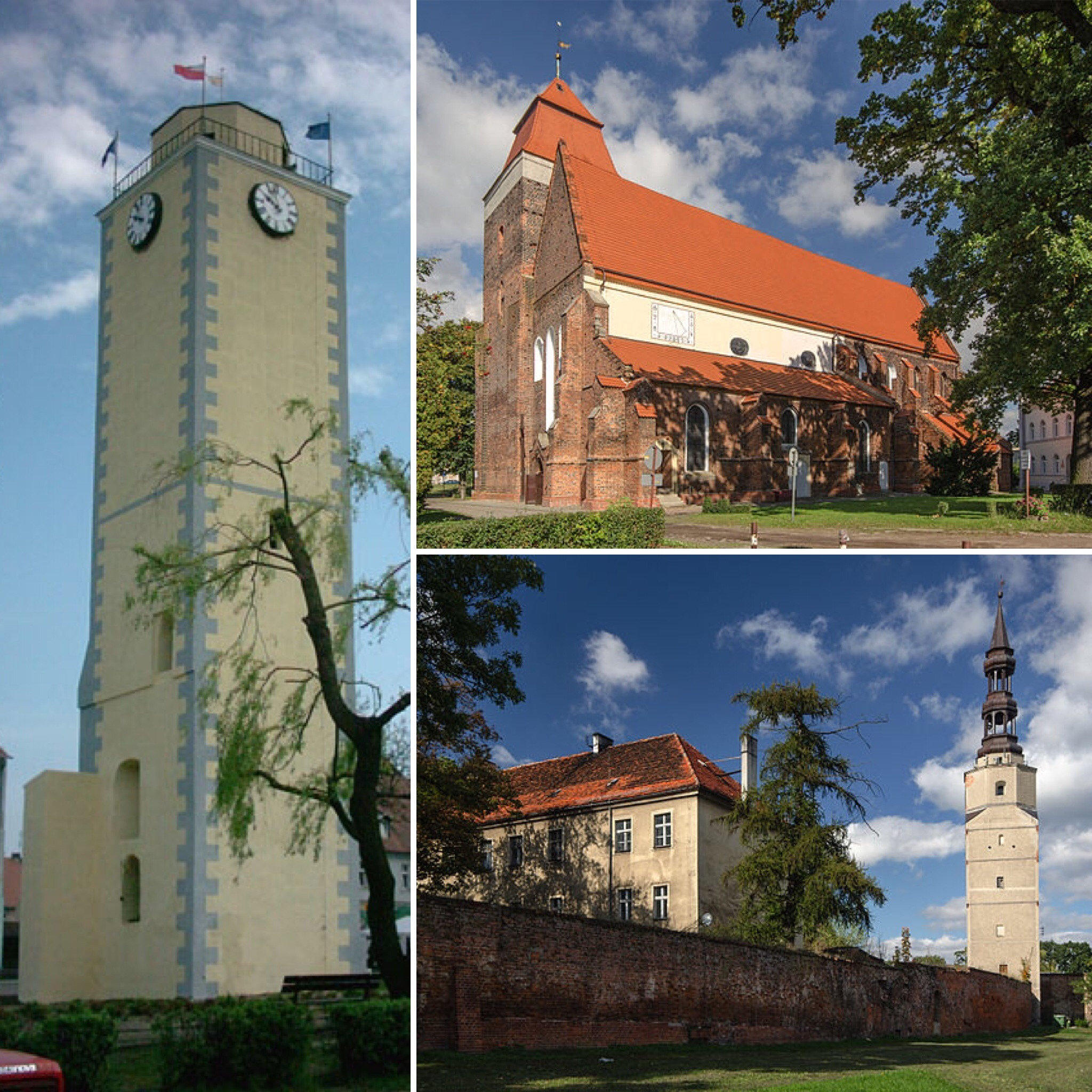

## 外部連結
- Jewish Community in Bierutów（页面存档备份，存于） on Virtual Shtetl

51°07′40″N 17°32′20″E / 51.12778°N 17.53889°E